# Olowalu (Hawái)
Olowalu es un lugar designado por el censo ubicado en el condado de Maui en el estado estadounidense de Hawái. En el año 2010 tenía una población de 80 habitantes.

## Geografía
Olowalu se encuentra ubicado en las coordenadas 20°49′40″N 156°37′9″O / 20.82778, -156.61917.